# Juan Antonio Guerrero Alves
Juan Antonio Guerrero Alves (Mérida, 20 aprile 1959) è un presbitero e gesuita spagnolo, dal 14 novembre 2019 al 1º dicembre 2022 prefetto della Segreteria per l'economia.

## Biografia
È nato a Mérida, nell'allora diocesi di Badajoz, il 20 aprile 1959.

### Formazione e ministero sacerdotale
Nel 1979 è entrato nel noviziato della Compagnia di Gesù. Ha conseguito la licenza in economia presso l'Università autonoma di Madrid, nel 1986.
Il 30 maggio 1992 è stato ordinato presbitero.
Ha ottenuto, nel 1993, la licenza in filosofia e lettere presso l'Università autonoma di Madrid e, nel 1994, la licenza in teologia presso l'Università Pontificia Comillas dove è stato professore di filosofia sociale e politica, dal 1994 al 1997 e dal 1999 al 2003.
È stato maestro di novizi dei gesuiti in Spagna, dal 2003 al 2008, superiore provinciale della provincia di Castiglia, dal 2008 al 2014, economo della Compagnia di Gesù in Mozambico, dal 2015 al 2017, e direttore del Collegio Sant'Ignazio di Loyola, nello stesso Paese, dal 2016 al 2017. Dal 2017 al 2019 è stato delegato del superiore generale per le case e le opere interprovinciali a Roma e consigliere generale della Compagnia di Gesù.
Il 14 novembre 2019 papa Francesco lo ha nominato prefetto della Segreteria per l'economia; è succeduto al cardinale George Pell, che in precedenza aveva lasciato l'incarico allo scadere del quinquennio di nomina.
Il 29 settembre 2020 lo stesso papa lo ha nominato membro della Commissione di materie riservate.
Il 30 novembre 2022 papa Francesco ha accolto la sua rinuncia, "per motivi personali", dall'ufficio di prefetto della Segreteria per l'economia; la rinuncia è decorsa dal 1º dicembre.